# خلد فلسطيني
خلد الشرق الأوسط أو الخلد الفلسطيني (الاسم العلمي: Spalax ehrenbergi) (المعروف أيضًا بالاسم العلمي: Nannospalax ehrenbergi)، تعرف عند العامة بالخلند أو أبو عماية، هو نوع من أنواع القوارض ينتمي إلى فصيلة الخلديات. أتى الاسم العلمي للحيوان من اسم الأحيائي الألماني كريستيان غوتفريد إهرنبرغ.

## الوصف
يزن الخلد الفلسطيني ما بين 100–200 غرام (3.5–7.1 أونصة). لون فروه هو رمادي فاتح ويوجد له أربعة أسنان حادة، زوج من الأسنان الكبيرة في الفك العلوي، وزوج أسنان أصغر حجما في الفك السفلي. يعيش الخلد الفلسطيني لعمر قد يصل إلى ما يقارب 20 عامًا ويتميز بقدرته على التكيف مع النقص الحاد في الأكسجين. في فلسطين، يعتبر الخلد الأعمى من الآفات الزراعية الرئيسية. تقوم هذه الحيوانات بحفر أنفاق طويلة عميقة التي قد يصل عمقها إلى ما يقارب 80 سم وتخزن فيه البصل والدرنات في حجرات تحت الأرض. مثال على إستراتيجيات التكيف البيئي الإستثنائية التي يمتلكها الخلد الفلسطيني يكمن في أشكال وهيئة ألسنته المختلفة، كما يتضح من حليمات اللسان. تختلف حليمات اللسان بين الأفراد من هذا النوع من الخلد للتكيف مع مناطق بيئية مختلفة ذات خصائص تربة وأنواع غذائية مختلفة.

## الموئل والتوزيع

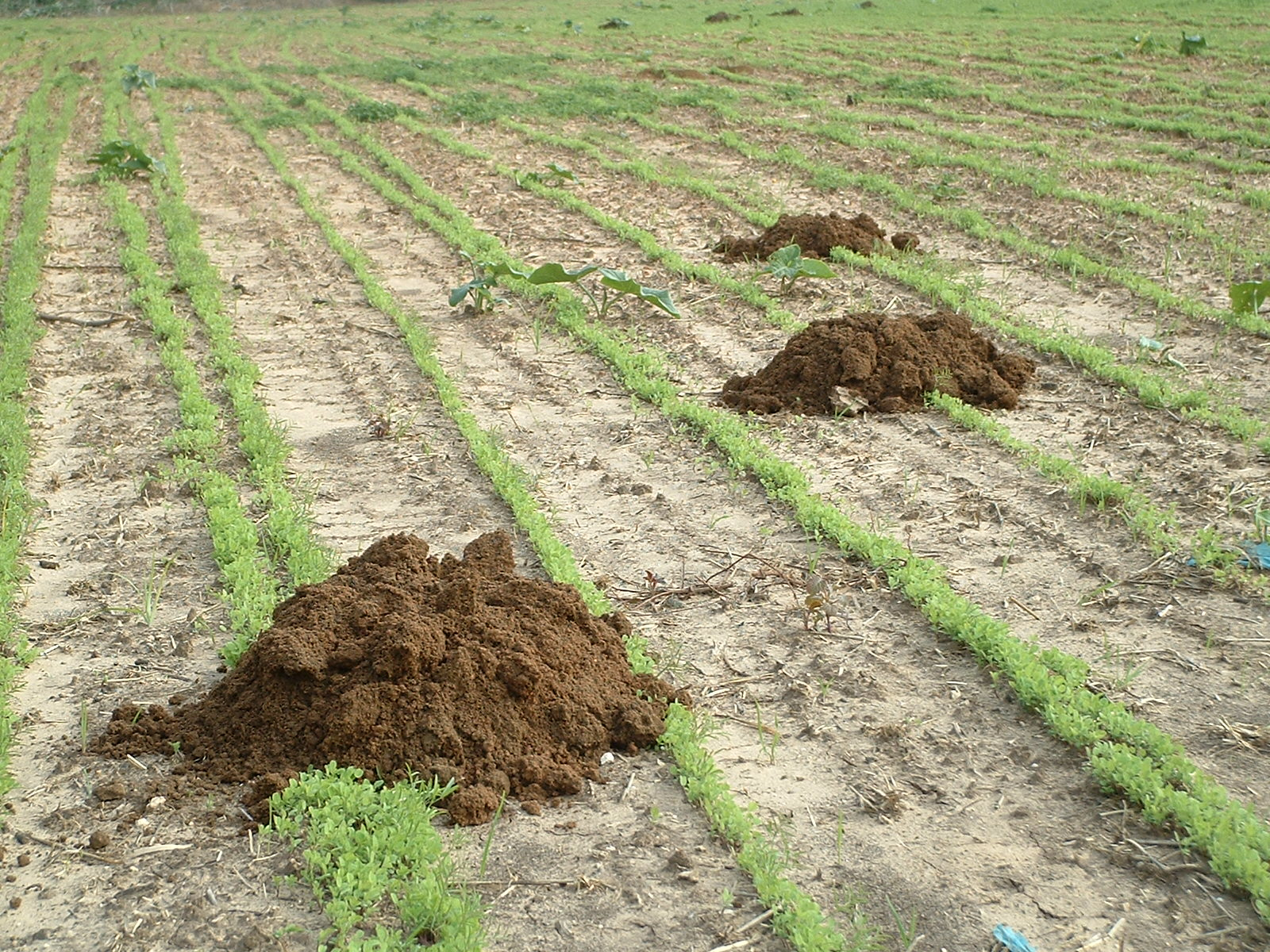
أكوام تربة نتيجة حفر الخلد الفلسطيني في حقل في متواجد في برديس حنا كركور بفلسطين المحتلة

يتواجد الخلد الفلسطيني في مصر والعراق وتركيا والشام (سوريا وفلسطين والأردن ولبنان) ومنطقة برقة في ليبيا. الموطن الطبيعي لهذا الخلد هو النباتات أو الشجيرات من نوع المتوسطي (المتوسطي بمعنى منطقة البحر المتوسط)، يعتبر هذا الخلد حيوان مهدد بسبب فقدان وتدمير الموائل والبيئة.